# Robert Helbling
Robert Helbling (* 14. Oktober 1874 in Rapperswil; † 29. Dezember 1954 in Walenstadt) war ein Schweizer Bergsteiger, Geologe, Bergingenieur, Geodät und Pionier der Photogrammetrie.

## Leben
Der Sohn eines Apothekers absolvierte das Gymnasium in Frauenfeld und Aarau. Er studierte Geologie am Polytechnikum Zürich und anschliessend Bergbaukunde an den Technischen Hochschulen Berlin und Aachen. 1902 wurde er bei Carl Schmidt an der Universität Basel mit einer Arbeit zu den Erzlagerstätten des Mont Chemin bei Martigny im Wallis zum Dr. phil. promoviert.
Von 1906 bis 1912 verrichtete er Vermessungsarbeiten in den Anden, wobei er die Stereophotogrammetrie anwandte. In der Schweiz gehörte er zu den ersten, die Stereoautographie für die Aufnahme neuer Gebirgskarten sowie in der Photogeologie anwandten. 1909 eröffnete er in Flums ein Büro für Stereophotogrammetrie. 1921 war er Mitbegründer der Verkaufsgesellschaft Heinrich Wilds geodätische Instrumente AG (später Wild Heerbrugg AG).
1949 verlieh ihm die ETH Zürich ein Ehrendoktorat der Naturwissenschaften in Anerkennung seiner Verdienste bei der Entwicklung der Photogeologie und seiner Pionierarbeit bei Einführung der Photogrammetrie in der Schweiz.
Helbling war 1896 Mitbegründer des Akademischen Alpen-Clubs Zürich (AACZ). Am 26. Juli 1903 gelang ihm mit mehreren Gefährten die Erstbesteigung des schwierigen Südgipfels des Uschba im Kaukasus. In der Schweizer Armee war er Oberst.